# Volcan Club de Moroni
Maillots
Le Volcan Club de Moroni (en arabe : نادي بركان موروني), plus couramment abrégé en Volcan Club, est un club comorien de football fondé en 1971 et basé à Iroungoudjani, quartier de Moroni, la capitale du pays.
Détenu par l'homme d'affaires et grand investisseur comorien Shemir Kamoula (également président d'honneur), le club, surnommé Veri Piya (qui signifie « Tous en Vert »), évolue au Stade de Moroni (anciennement appelé Stade Baumer) depuis 1971.

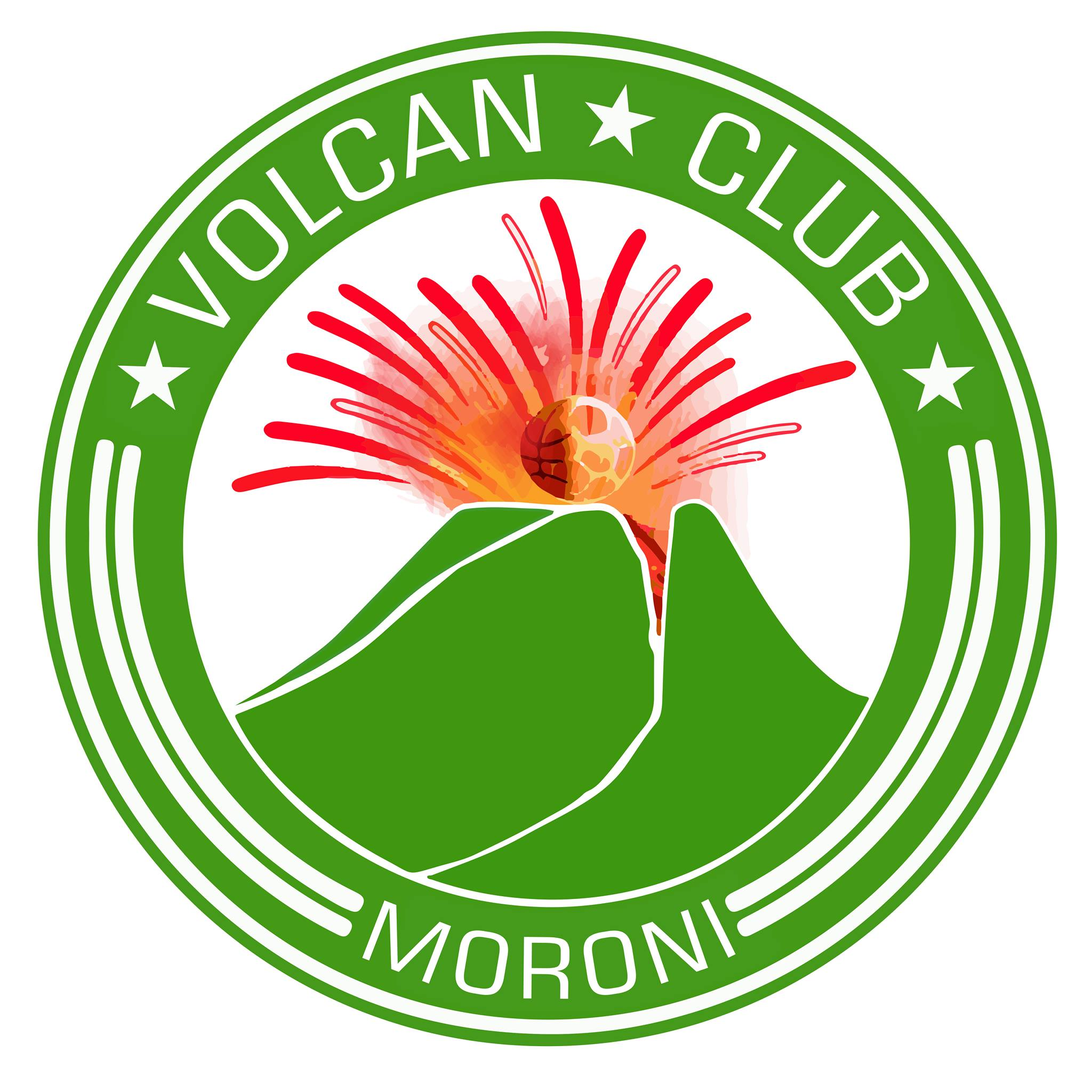

## Historique
Les moyens financiers très importants injectés dans les caisses du club depuis 2011, ont permis au club de Moroni de reprendre les sommets du football Comorien.
Le Volcan Club de Moroni est devenu le premier club Comorien à disputer 47 saisons d'affilée au sein de l'élite sans connaitre la relégation.
Le club obtient le 4e titre de champion de son histoire lors de la saison 2021-2022.

## Palmarès
| Compétitions nationales | Compétitions régionales |
| --- | --- |
| - Championnat des Comores (4) : - Champion : 1998-1999, 2015, 2018 et 2021-2022. - Coupe des Comores (4) : - Vainqueur : 1983-84, 2005, 2014 et 2016. - Finaliste : 2017 et 2020. - Supercoupe des Comores : - Finaliste : 2018. | - Championnat de Grande Comore (5) : - Champion : 2001-02, 2002-03, 2015, 2018 et 2021-2022. - Vice-champion : 2020, 2023 et 2024. |

- Coupe de la Ligue de Football de Ngazidja (2) :
  - Vainqueur : 2017-2018 et 2019-2020.

### Adversaires africains
À travers son histoire, le Volcan Club de Moroni a une fois participé à la ligue des champions africaine et deux fois la ligue des confédérations africaines, et participé aux Préliminaires de la Coupe de l'UAFA 2016 qui s'est déroulé à Djibouti. Voici la liste de leurs adversaires Africains rencontrés à travers ces compétitions :
- Atlético Petróleos de Luanda
- Kaizer Chiefs
- Vipers SC
- AS Ali Sabieh
- Dekedaha Football Club

- Compétitions mineures
  - Coupe des Arbitres : 2001[3]
  - Coupe de Variété Club de Badjanani : 2003[4]
  - Coupe de l'Union des Clubs de Moroni : 2003[5]
  - Coupe ASCOBEF : 2004[5]
  - Coupe de la Concorde de l'Archipel des Comores : 2006[6]

### Scène africaine
| Compétition                   | Saisons | J | V | N | D | BP | BC | +/- |
| Ligue des champions de la CAF | 1       | 0 | 0 | 0 | 1 | 0  | 7  | -7  |
| Coupe de la Confédération     | 4       | 0 | 0 | 2 | 2 | 1  | 6  | -5  |
| Ligue des champions arabes    | 2       | 0 | 2 | 0 | 0 | 0  | 0  | 0   |

## Couleurs et tenues

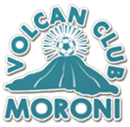
Logo de 1971-1999
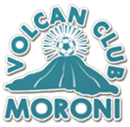
Logo de 2000-2009
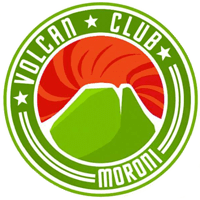
Logo de 2009-2014
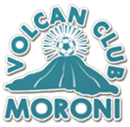
Logo de 2014-2020
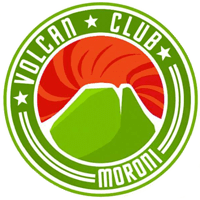
Depuis 2020

## Records
- Nombre d'années en Championnat d'élite des Comores (depuis 1971) : 47 saisons en première division
- Plus large victoire : 23-0 face à Élan Club de Mitsoudjé saison 2016-2017, dernière journée du championnat phase régionale ligue de Ngazidja
- Plus large défaite : 7-0 face à Apache Club de Mitsamiouli en 2005
- Meilleur buteur du club :  Ali Said Mbae-Eusobio avec 97 buts (2001-2008)
- Joueur le plus capé du club :  Mhadji Mhasendjé avec 163 matchs (1979-1993)

|                                                                                        |                                 |  |  |  |
| Mhadji cap. le joueur le plus capé soulevant la première coupe des Comores-1983 (1983) | Ali Said Mbae-Eusobio au milieu |  |  |  |
|                                                                                        |                                 |  |  |  |

## Supporters
Globalement, le Volcan Club de Moroni se hisse dans le haut du classement du championnat comorien en termes d'affluence depuis 2006, avec plus de 40 000 spectateurs en moyenne par année.
Le Volcan Club de Moroni enregistre la plus forte affluence moyenne aux Comores trois saisons de suite, en 2014 avec 35 000 spectateurs estimés chaque saison et chaque derby de la capitale contre les rivaux de l'Union sportive de Zilimadjou le stade de Moroni fait toujours le plein, Volcan Club de Moroni est celui qui connaît la plus forte affluence aux Comores avec un taux de remplissage de près de 80%.
Le stade de Moroni, (ancien stade baumer), est surnommé « Undroni » littéralement  l'enfer de Moroni  tant l'ambiance y est atypique.

## Stades
Le Volcan Club de Moroni a longtemps joué ses matchs à domicile au stade de moroni, doté de 4 500 places.

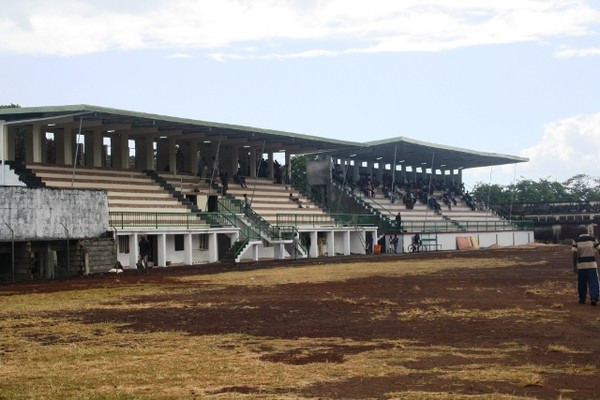
Ancien Stade de Moroni
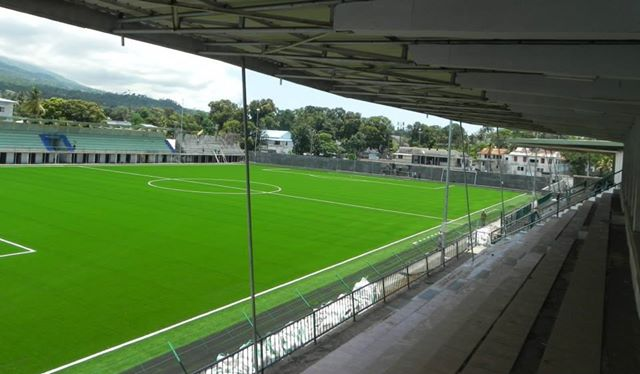
Stade de Moroni